# Cauchys uppskattning
Cauchys uppskattning är ett sätt att uppskatta n:te derivatan av en komplexvärd funktion. Den bygger på Cauchys integralformel.
{\displaystyle |f^{n}(z_{0})|\leq {\frac {n!}{r^{n}}}\max _{|w-z_{0}|=r}|f(w)|}

## Bevis
{\displaystyle \left|{\frac {f^{n}(z_{0})}{n!}}\right|=\left|{\frac {1}{2\pi i}}\int _{|w-z_{0}|=r}{\frac {f(w)}{\left(w-z_{0}\right)^{n+1}}}dw\right|\leq {\frac {1}{2\pi }}{\frac {1}{r^{n+1}}}\max _{|w-z_{0}|=r}|f(w)|2\pi r={\frac {1}{r^{n}}}\max _{|w-z_{0}|=r}|f(w)|}
Första likheten kommer ifrån Cauchys integralformel och olikheten från en form av triangelolikhet för kurvintegraler som tar hänsyn till kurvans längd (2πr i detta fall):
{\displaystyle \left|\int _{\gamma }f(z)dz\right|\leq \sup |f(z)||\gamma |:}
ty om kurvan γ är en parametrisering av kurvan på intervallet [a, b], dvs ändpunkterna är γ(a) och γ(b): 
{\displaystyle \left|\int _{\gamma }f(z)dz\right|=\left|\int _{a}^{b}f({\gamma (t)}){\frac {d\gamma (t)}{dt}}dt\right|\leq \sup |f(z)|\int _{a}^{b}\left|{\frac {\gamma (t)}{dt}}\right|dt\leq \sup |f(z)||\gamma |}